# Царенко Тетяна Іванівна
Царенко Тетяна Іванівна (нар. 24 квітня 1966, с. Гудимове (Перше Травня), Обухівський район, Київська область) — українська поетеса, прозаїк, член Національної спілки письменників України (2012).

## Життєпис
Народилася 24 квітня 1966 року в селі Перше Травня на Київщині.
З 1984 р. проживає в місті Узин Білоцерківського району.
Відвідувала літературну студію імені Андрія Малишка при Обухівській районній газеті.
Авторка поетичних книг: для дорослих «Тобі» (Альманах «Біла Церква», 2005), дитячих книг «Чому цапа звати Цапом», «Чаклун-Лісовик», «Чудасія» (Обухів, видавництво «ГНИП», 2006), «Чудасія» (Обухів, видавець В. Карасьов, 2008), «Вишиванка» (Біла Церква, видавництво «Буква», 2016), добірок у альманахах «Дівич-Гора», журналі «Малятко», «Антології літераторів Обухівщини» (2005), Антології Київської обласної організації національної спілки письменників України «Літературні джерела Київщини» (ТОВ «Видавництво Ліра –К», 2021), в газетах «Початкова освіта», «Українська мова та література», «Громадська думка» та інших.
2005 року твори Тетяни Царенко були занесені до Антології літераторів Обухівщини.
2021 року твори письменниці були занесені до Антології Київської обласної організації Національної спілки письменників України «Літературні джерела Київщини».
За високохудожні книги у 2006 році відзначена літературно-мистецької премії американських меценатів Марії та Івана Гнипів.
У 2012 р. році прийнята в члени Національної спілки письменників України.
Друкувалася в місцевих газетах Обухова та Білої Церкви, в столичній періодиці, в альманахах «Дівич-Гора», журналі «Малятко», в газетах «Початкова освіта», «Українська мова та література», «Громадська думка» та інших.
З 2012 року прийнята на посаду керівника гуртка  при Білоцерківському районному Будинку дитячої та юнацької творчості.
З 2018 року працює в комунальній  установі «Центр розвитку дітей та молоді» Узинської міської ради керівником літературного гуртка.
Тетяна Царенко проводить творчі зустрічі в бібліотеках, дитячих садках, школах.
В місцевих газетах Обухова та Білої Церкви, в столичній періодиці друкує добірки ліричних віршів. Працюючи з дітьми, почала також писати веселі, смішні віршовані мініатюрки для найменшеньких. В своєму доробку має прозові твори.
Природне педагогічне обдарування Тетяни Іванівни дозволило їй на громадських засадах результативно працювати з літературно обдарованими дітьми Узина та інших населених пунктів Білоцерківщини. Невдовзі їй запропонували створити і вести дитячу студію при Білоцерківському районному Будинку дитячої та юнацької творчості, нині — комунальна установа «Центр розвитку дітей та молоді» Узинської міської ради.

## Творчість
Перші публікації Тетяни Царенко з'явилися в Обухівській районній газеті «Зоря Жовтня» 4 жовтня 1978 року, коли їх авторка ходила у п'ятий клас. Пізніше друкувалася в районній і республіканській періодиці, в газетах «Українська мова та література», «Початкова освіта», «Громадська думка», в журналі «Малятко». Її твори тривалий час полонили сторінки традиційного на Обухівщині альманаху «Дівич-гора». Творчість Тетяни Царенко представлена в «Антології літераторів Обухівщини» та Антології Київської обласної організації Національної Спілки письменників України «Літературні джерела Київщини».
У 2005 році вийшла друком перша збірка поезій письменниці Тетяни Царенко, котра має незвичну назву «Тобі». До виходу цієї книги у світ літераторка йшла довго, наполегливо і виважено, ставлячи на терези власного сумління всі «за» і «проти», карбуючи і дбайливо оберігаючи від зайвин кожен рядок і кожне слово. На думку цінителів поетичного жанру, книга «Тобі», відзначається свіжістю і неповторністю образів, глибиною думки, своєрідним стилем і жіночою чутливістю
Перша поетична збірка «Тобі» — це певний етап у творчості Т. Царенко, перший крок по стежині, що веде у царину великої літератури.
У 2006 році Тетяна Царенко стала лауреатом районної мистецької премії Марії та Івана Гнипів.
У 2006 році вийшли у світ іще три книги дитячих поезії Тетяни Царенко: «Чудасія», «Чому Цапа звати Цапом» та «Чаклун-Лісовик». Вся художньо-поетична палітра Тетяни Царенко — відтворення її невичерпного духовного світу, що виграє на сторінках цих збірок всіма фарбами веселки, проміниться кришталевістю маленької росинки, в якій вмістився Всесвіт.
Член НСПУ з 25.09.2012 року.
Нині працює керівником літературного гуртка «Пролісок», комунальної установи «Центр розвитку дітей та молоді» Узинської міської ради.
Проживає в місті Узин Київської області.

## Нагороди
- Лауреат літературно-мистецької премії американських меценатів Марії та Івана Гнипів, (2006).
- Член Національної спілки письменників України, (2012).
- Спеціальна відзнака літературно - мистецького фестивалю " Поетична зима - 2025 ".